# Michael Ignatieff
Michael Grant Ignatieff (Toronto, Canadá, 12 de mayo de 1947), CPRC (Consejo Privado del Rey para Canadá) es un escritor, académico y expolítico canadiense. Fue el líder del Partido Liberal de Canadá y de la Oposición Oficial desde 2008 hasta 2011. Conocido por su obra como historiador, Ignatieff ha ocupado puestos académicos en la Universidad de Cambridge, la Universidad de Oxford, la Universidad Harvard y la Universidad de Toronto.

## Biografía
Entre 1978 y 2000, cuando vivía en el Reino Unido, Ignatieff adquirió fama como presentador de radio y televisión y como columnista editorial para The Observer. Su serie documental Blood and Belonging: Journeys into the New Nationalism fue emitida en la BBC en 1993, y le valió un Premio Gemini canadiense. Su libro homónimo, basado en la serie, obtuvo el premio Gordon Montador en la categoría de "Mejor libro canadiense sobre problemáticas sociales" y el premio Lionel Gelber, otorgado por la Universidad de Toronto. Sus memorias, The Russian Album, ganaron el Premio Literario del Gobernador General en Canadá y en premio Heinemann de la Royal Society of Literature en Gran Bretaña en 1988. Su novela Scar Tissue fue seleccionada para el Premio Booker en 1994. En el año 2000, llevó a cabo las Conferencias Massey, tituladas The Rights Revolution, que más adelante en ese mismo año serían publicadas.
Popularizó la expresión «guerra virtual» para referirse a la intervención estadounidense en la guerra de Kosovo, basada en la alta tecnología y sin aparentes bajas de tropa de infantería gracias a ataques aéreos selectivos. Basándose en ello, apoyó la invasión de Irak de 2003, aunque posteriormente reconoció su error.
En las elecciones federales de 2006, Ignatieff fue elegido para la Cámara de los Comunes como Miembro del Parlamento para Etobicoke—Lakeshore. Ese mismo año, se postuló para líder del Partido Liberal, pero fue vencido por Stéphane Dion. Se desempeñó como diputado del partido bajo las órdenes de Dion, y, luego de la renuncia de éste en las elecciones de 2008, Ignatieff fue líder interino desde noviembre hasta que finalmente fue elegido líder en mayo de 2009. En las elecciones federales de 2011, Ignatieff perdió su banca en la peor elección de la historia del Partido Liberal. Con sólo treinta y cuatro escaños, el partido obtuvo un distante tercer lugar detrás de los Conservadores y el Nuevo Partido Democrático, y por lo tanto perdió su posición como Oposición Oficial. El 3 de mayo de 2011, Ignatieff anunció que renunciaría como líder del Partido Liberal, dejando pendiente la selección de un líder interino; su renuncia se hizo efectiva el 25 de mayo de 2011.
Después de su derrota electoral, Ignatieff aceptó una posición como residente senior en el Massey College de la Universidad de Toronto, donde a 2011 enseña leyes y ciencia política.

## Obras

### Libretos
- Onegin, 1999 (con Peter Ettedgui)
- 1919, 1985 (con Hugh Brody)

### Drama
- Dialogue in the Dark, para la BBC

### Ficción
- Asya, 1991
- Scar Tissue, 1993
- Charlie Johnson in the Flames, 2005

### No ficción
- A Just Measure of Pain: Penitentiaries in the Industrial Revolution, 1780–1850, 1978
- (ed. con István Hont) Wealth and Virtue: The Shaping of Political Economy in the Scottish Enlightenment, Cambridge University Press, 1983. ISBN 0-521-23397-6
- The Needs of Strangers, 1984
- The Russian Album, 1987
- Blood and Belonging: Journeys Into the New Nationalism, 1994
- Warrior's Honour: Ethnic War and the Modern Conscience, 1997
- Isaiah Berlin: A Life, 1998
- Virtual War: Kosovo and Beyond, 2000
- The Rights Revolution, Viking, 2000
- Human Rights as Politics and Idolatry, Anansi Press Ltd, 2001
- Empire Lite: Nation-Building in Bosnia, Kosovo and Afghanistan, Minerva, 2003
- The Lesser Evil: Political Ethics in an Age of Terror, Princeton University Press, 2004 (2003 Gifford Lectures)
- American Exceptionalism and Human Rights (ed.), Princeton University Press, 2005.
- True Patriot Love, Penguin Group Canada, 2009.
- Fuego y Cenizas. Éxito y Fracaso en Política, Editorial Taurus, 2014.
- Las Virtudes Cotidianas: El Orden Moral en un Mundo Dividido, Editorial Taurus, 2018.

### Artículos selectos (2002–2007)
- Getting Iraq Wrong, The New York Times, 5 de agosto de 2007.
- What I Would Do If I Were The Prime Minister. Maclean's, 4 de septiembre de 2006.
- The Broken Contract, The New York Times, 25 de septiembre de 2005.
- Iranian Lessons, The New York Times, 17 de julio de 2005.
- Who Are Americans to Think That Freedom Is Theirs to Spread?, The New York Times, 26 de junio de 2005.
- The Uncommitted, The New York Times, 30 de enero de 2005.
- The Terrorist as Auteur, The New York Times, 14 de noviembre de 2004.
- Mirage in the Desert, The New York Times, 27 de junio de 2004.
- Could We Lose the War on Terror?: Lesser Evils, The New York Times, 2 de mayo de 2004.
- The Year of Living Dangerously, The New York Times, 14 de marzo de 2004.
- Arms and the Inspector, Los Angeles Times, 14 de marzo de 2004.
- Peace, Order and Good Government: A Foreign Policy Agenda for Canada, OD Skelton Lecture, Department of Foreign Affairs and International Trade, Ottawa, 12 de marzo de 2004.
- Why America Must Know Its Limits, Financial Times, 24 de diciembre de 2003.
- A Mess of Intervention. Peacekeeping. Pre-emption. Liberation. Revenge. When should we send in the Troops?, The New York Times, 7 de septiembre de 2003.
- I am Iraq, The New York Times, 31 de marzo de 2003 (reimpreso en The Guardian y The National Post).
- American Empire: The Burden, The New York Times, 5 de enero de 2003.
- Discurso de aceptación del Premio Hannah Arendt por el Pensamiento Político, 2003.
- Mission Impossible?, una crítica de A Bed for the Night: Humanitarianism in Crisis, por David Rieff (Simon and Schuster, 2002), Impreso en The New York Review of Books, 19 de diciembre de 2002.
- When a Bridge Is Not a Bridge, New York Times, 27 de octubre de 2002.
- The Divided West, The Financial Times, 31 de agosto de 2002.
- Nation Building Lite, The New York Times, 28 de julio de 2002.
- The Rights Stuff, New York Times of Books, 13 de junio de 2002.
- No Exceptions?, Legal Affairs, Mayo/junio de 2002.
- Why Bush Must Send in His Troops, The Guardian, 19 de abril de 2002.
- Barbarians at the Gates?, The New York Times Book Review, 18 de febrero de 2002.
- Is the Human Rights Era Ending?, New York Times, 5 de febrero de 2002.
- Intervention and State Failure, Dissent, invierno de 2002.
- Kaboul-Sarajevo: Les nouvelles frontières de l'empire, Seuil, 2002.